# Bildung
Bildung (qu'on peut traduire en français par « éducation » ou « formation ») fait référence à la tradition allemande de l'auto-culture, dans laquelle la philosophie et l'éducation sont liées dans un processus de maturation à la fois personnelle et culturelle. Cette maturation est une harmonisation de l'esprit et du cœur de l'individu et une unification de l'identité du soi et de l'identité au sein de la société au sens large, comme en témoigne la tradition littéraire du Bildungsroman.
En ce sens, le processus d’harmonisation de l’esprit, du cœur, de l’identité et de l’individualité s’obtient par une transformation personnelle qui remet en question les croyances acceptées de l’individu. Dans les écrits de Hegel, le défi de la croissance personnelle implique souvent une aliénation angoissante de sa « conscience naturelle » qui conduit à une réunification et à un développement du soi. De même, bien que l’unité sociale exige des institutions, elle exige également une diversité d’individus ayant la liberté (au sens positif du terme) de développer une grande variété de talents et de capacités, ce qui exige de l'agentivité.
En ce sens, Bildung implique la formation de l’être humain en ce qui concerne sa propre humanité ainsi que ses compétences intellectuelles innées. Le terme Bildung désigne un processus de devenir qui peut être relié à ce même concept décrit par l’existentialisme.

Le terme Bildung correspond également au modèle humboldtien d'enseignement supérieur issu des travaux du philosophe et administrateur de l'éducation prussien Wilhelm von Humboldt (1767–1835). Ainsi, dans ce contexte, le concept d’éducation devient un processus de développement humain tout au long de la vie, plutôt qu’une simple formation visant à acquérir certaines connaissances ou compétences externes (connue sous les mots allemands de Erziehung et Ausbildung). Bildung est considérée comme un processus dans lequel les sensibilités spirituelles et culturelles d'un individu ainsi que ses compétences de vie, personnelles et sociales, sont en voie d'expansion et de croissance continues. Bildung est considéré comme un moyen de devenir plus libre grâce à une meilleure réflexivité. Von Humboldt a écrit à propos de Bildung en 1793-1794 :
L'éducation [Bildung], la vérité et la vertu doivent être diffusées à un point tel que le « concept d'humanité » prenne une forme grandiose et digne en chaque individu (GS, I, p. 284). Cependant, cela doit être réalisé personnellement par chaque individu, qui doit « absorber la grande masse de matériel que lui offrent le monde qui l'entoure et son existence intérieure, en utilisant toutes les possibilités de sa réceptivité ; il doit ensuite remodeler ce matériel avec toutes les énergies de sa propre activité et se l'approprier afin de créer une interaction entre sa propre personnalité et la nature sous une forme très générale, active et harmonieuse.
Dans les écrits de Hegel, la tradition de la Bildung rejette la métaphysique pré-kantienne de l’être pour une métaphysique post-kantienne de l’expérience. Une grande partie des écrits de Hegel concerne la nature de l’éducation (à la fois Bildung et Erziehung), reflétant son propre rôle d'enseignant et d'administrateur dans les écoles secondaires allemandes, et dans ses écrits plus généraux. Plus récemment, Gadamer et McDowell ont utilisé ce concept dans leurs écrits.

## Bildungen Allemagne aujourd'hui
Le professeur de philosophie Julian Nida-Rümelin a remis en question l'idée selon laquelle la Bildung n'est rien de plus qu'une éducation « normale »[réf. nécessaire].